# 平田香織
平田 香織（ひらた かおり、1985年9月13日 - ）は、日本のファッションモデル、歌手。血液型B型。愛知県津島市出身。

## 略歴・概要
2005年より雑誌『東海スパイガール』の専属モデルを務めるなど、主に愛知県を中心とする地域でのローカルタレント・ファッションモデルとして活動する。GIZA studioに活動する歌手の中では珍しく、関西での活動は殆どしていない。
2007年からはZIP-FM『FRIDAY SHINY WAVE』内コーナー「LIFE COMMUNICATION」のDJ担当としても活動の幅を広げ、またテレビ愛知『ボニータ!ボニータ!! 〜名古屋ガールズコレクション〜』でボニギャルとして出演。
2008年3月5日、シングル『スタイリッシュスター』でGIZA studioよりCDデビュー。また、「ニッポン放送3月度優秀新人」に選ばれた。
2010年10月、名古屋の美容師と結婚。
現在はモデル業の傍ら、5人組ユニット『名古屋COLOR』のメンバーとしてグループ活動を行っている。

## ディスコグラフィー

### シングル
| 枚  | 発売日       | タイトル             | 作詞       | 作曲     | 編曲     | 最高位 |
| --- | ------------ | -------------------- | ---------- | -------- | -------- | ------ |
| 1st | 2008年3月5日 | スタイリッシュスター | 山下慎一狼 | 新井健史 | 新井健史 | 192位  |

## 出演

### テレビ
- ボニータ!ボニータ!! 〜名古屋ガールズコレクション〜（テレビ愛知）

### PV
- Hey!Girl!!（note）

### 雑誌
- 東海スパイガール（やまの出版刊）専属モデル